# Champtonnay
Champtonnay är en kommun i departementet Haute-Saône i regionen Bourgogne-Franche-Comté i östra Frankrike. Kommunen ligger i kantonen Gray som tillhör arrondissementet Vesoul. År 2022 hade Champtonnay 80 invånare.

## Befolkningsutveckling
Antalet invånare i kommunen Champtonnay
| Referens: INSEE |